# Les Amours romantiques
Les Amours romantiques est une série télévisée française, en 60 épisodes de 26 minutes, diffusée à partir du 12 septembre 1983 sur Antenne 2.

## Synopsis
Inspirée de romans d'Honoré de Balzac, de Théophile Gautier, de George Sand ou d'Alexandre Dumas, cette série est une anthologie d'histoires d'amour romantiques à travers les âges.

## Distribution
De nombreux acteurs ont figuré au casting de cette série, parmi lesquels :
- Caroline Beaune
- Marie-Hélène Breillat
- Frank David
- Corinne Touzet
- Sylvia Zerbib
- Philippe Le Mercier
- Marie Chevalier

## Commentaires
Cette série est la première à avoir été filmée en vidéo.